# Бирюзовая улица (Казань)
Бирюзовая улица ― магистральная улица в микрорайоне Юдино Кировского района Казани. Начинаясь от юдинской Аллеи Славы, пересекает Нижнюю улицу и железную дорогу, заканчивается пересечением с улицами Путейская и Привокзальная. По улице ходит общественный транспорт, есть остановки «Красикова», «Бирюзовая», «НГЧ-8».
Возникла не позднее 1930-х годов. В бытность Юдино отдельным населённым пунктом называлась улицей Куйбышева, в 1967 году переименована, так как такое же название имела одна из центральных улиц Казани. Двухэтажные деревянные 8-16 квартирные дома начали возводиться на улице с 1930-х годов, а многоэтажные с 1950-х годов; в конце улицы сохранились частные дома. Почти весь жилой фонд улицы, за исключением частных домов, принадлежал Казанскому отделению ГЖД (ранее Казанская железная дорога, Московско-Казанская железная дорога, №№ 2, 3, 4, 5, 7, 8, 9, 10, 11, 12, 13, 15, 15а, 16, 17, 18, 19, 20, 21, 23, 25, 27, 29, 31, 33). Большая часть деревянных многоквартирных домов были снесены в 2000-2020-е годы. На месте снесённых домов были построены дома более высокой этажности (от 10 до 24 этажей).
На улице расположены: школа № 153 (№ 2а, бывшая школа № 2 ст. Юдино, № 41 КазЖД, № 69 ГЖД), детский сад № 95 (№ 22, бывший Казанского отделения ГЖД), школа № 151 (бывшая школа № 151 ГЖД). В снесённом в 2020 году доме № 1 1935 года постройки находились (последовательно) школа ФЗУ, железнодорожное училище № 1, ПТУ (позже лицей) железнодорожного транспорта № 26, филиал Казанского техникума подземного и электрического транспорта.
Одним из жителей улицы был Юрий Красиков, в честь которого в Юдино названа улица.